# ELA-2
ELA-2, que ve d'Ensemble de Lancement Ariane 2 (del francès per Zona de Llançament Ariane 2), va ser una plataforma de llançament al Centre Spatial Guyanais a la Guaiana Francesa. Va ser utilitzat per Arianespace per tots els 116 llançaments de l'Ariane 4 entre 1988 i 2003. Després de la retirada de l'Ariane 4 en favor de l'Ariane 5, l'ELA-2 va ser desactivat. En el setembre de 2011, la torre de servei mòbil de la plataforma va ser enderrocada utilitzant explosius.